# Zeitschrift für Pädagogische Psychologie
Die Zeitschrift für Pädagogische Psychologie (auch German Journal of Educational Psychology) ist eine psychologische Fachzeitschrift, die Aufsätze aus dem Gesamtgebiet der Pädagogischen Psychologie veröffentlicht. Sie erscheint quartalsweise in einer Auflage von 500 Exemplaren.

## Profil der Zeitschrift
Die Zeitschrift erscheint im Verlag Hogrefe (Schweiz), der sich selbst als Fachverlag für Psychologie, Psychiatrie, Medizin, Pflege und Gesundheit bezeichnet. Herausgegeben wird die Zeitschrift von Andreas Knapp (Santa Rosa, CA) und Detlef H. Rost (Marburg) sowie (als ass. Hrsg.) Heiner Rindermann (Chemnitz), Ulrich Schroeders (Kassel) und Linda Withwein (Dortmund). Dem wissenschaftlichen Beirat gehören weitere 20 Hochschullehrer und Hochschullehrerinnen an.
Die 1987 gegründete Zeitschrift für Pädagogische Psychologie will nach eigenen Angaben die traditionellen Grenzen zwischen der Pädagogischen Psychologie und den anderen psychologischen Teilbereichen aufheben. Im Mittelpunkt der Aufsätze stehen dabei Fragen hinsichtlich der Optimierung von Entwicklungs-, Erziehungs- und Unterrichtsprozessen von Individuen und Gruppen. Entsprechend den Trends im Fach rücken dabei die Fragen hinsichtlich Gestaltung und Optimierung von multimedialen Lernumgebungen häufiger in den Mittelpunkt.
Die Beiträge sind in Deutsch oder Englisch abgefasst. Vor der Veröffentlichung werden die Beiträge einem anonymen Begutachtungsverfahren („blind Peer review“) unterzogen.

## Nachweise
1. ↑   Tarif 2007 (Memento vom 21. Februar 2007 im Internet Archive), nicht mehr abrufbar
2. ↑   Archivlink (Memento vom 17. Oktober 2007 im Internet Archive), nicht mehr abrufbar